# Orliac
Orliac är en kommun i departementet Dordogne i regionen Nouvelle-Aquitaine i sydvästra Frankrike. Kommunen ligger i kantonen Villefranche-du-Périgord som tillhör arrondissementet Sarlat-la-Canéda. År 2022 hade Orliac 45 invånare.

## Befolkningsutveckling
Antalet invånare i kommunen Orliac
Referens:INSEE